# Flat Display Mounting Interface
Flat Display Mounting Interface (FDMI) — сімейство стандартів консорціуму VESA, що визначають фізичні інтерфейси установки моніторів, телевізорів, та інших дисплеїв з плоским екраном на стійки і настінні кріплення. Стандарти FDMI реалізовані у всіх сучасних телевізорах і моніторах.
Перший стандарт був представлений в 1997 році і спочатку називався Flat Panel Monitor Physical Mounting Interface (FPMPMI).